# Фокнер (Мисисипи)
Фокнер (енгл. Falkner) град је у америчкој савезној држави Мисисипи.

## Демографија
По попису из 2010. године број становника је 514, што је 302 (142,5%) становника више него 2000. године.
| Група             | 2000.       | 2010.       |
| Белци             | 203 (95,8%) | 451 (87,7%) |
| Афроамериканци    | 2 (0,9%)    | 22 (4,3%)   |
| Азијати           | 0 (0,0%)    | 0 (0,0%)    |
| Хиспаноамериканци | 6 (2,8%)    | 36 (7,0%)   |
| Укупно            | 212         | 514         |